# TLR6
Toll-like receptor 6 (TLR6) je protein u člověka kódovaný genem TLR6. TLR6 je transmembránový protein, patřící do rodiny toll-like receptorů, které patří mezi pattern-recognition receptory (PRR). TLR6 působí v heterodimerní formě spolu s toll-like receptorem 2 (TLR2). Jeho ligandy zahrnují řadu diacylovaných lipopeptidů, pocházejících z grampozitivních bakterií a mycoplasmat a několik sacharidů buněčné stěny hub. Po dimerizaci s TLR2 dojde k aktivaci NF-κB intracelulární signální dráhy, která vede k produkci pro-zánětlivých cytokinů a aktivaci odpovědi vrozené imunity. TLR6 byl zároveň označený jako CD286 (diferenciační skupina 286).

## Funkce
Protein kódovaný tímto genem patří do rodiny toll-like receptorů (TLR), která zastává zásadní roli při rozpoznání patogenů a aktivaci vrozené imunity. TLR jsou vysoce konzervované od Drosophily až po člověka a vyznačují se funkční a strukturní podobností. Rozeznávají s patogeny asociované molekulární vzory (PAMPs), které jsou exprimovány na infekčních agens, a zprostředkovávají produkci cytokinů, potřebných pro vývoj účinné imunity. Různé TLR vykazují rozdílné vzory exprese. Tento receptor funkčně interaguje s toll-like receptorem 2 (TLR2), aby zprostředkoval buněčnou odpověď proti grampozitivním bakteriím, mycoplasmám, houbám, některým virům, ale také prvokům.

## Interakce
Bylo zjištěno, že TLR6 interaguje v heterodimerní formě s TLR2. Dále byly pozorovány i synergické interakce mezi TLR2/6 a TLR9, vedoucí k vyšší rezistenci vůči plicním infekcím.

## Agonisté
Na rozdíl od TLR2/1 heterodimeru, který rozeznává triacylované lipopeptidy, TLR2/6 heterodimer rozeznává diacylované lipopeptidy. Mezi ty například patří kyselina lipoteichová, nacházející se na buněčné stěně grampozitivních bakterií nebo lipopeptid aktivující makrofágy (MALP2), vyskytující se na buněčné membráně mycoplazmat. Dále je známé, že TLR2/6 váže některé produkty virů, mezi nimi například hepatitis C core and NS3 protein viru Hepatitidy C nebo glykoprotein B Cytomegaloviru.  Byly objeveny i ligandy pocházející z hub, konkrétně glucuronoxylomannan, phospholipomannan a zymosan. V neposlední řadě je znám i jeden agonista protozoálního původu – lipopeptidophosphoglycan. Heterodimer TLR2/6 však může být aktivován i syntetickými lipopeptidy, mezi které patří Pam2CSK4 a lipopeptid stimulující fibroblasty (FSL-1).

## Signalizace
Po rozeznání ligandu dochází k dimerizaci receptorů TLR6 a TLR2. Tato ligandem zprostředkovaná dimerizace je rozhodující pro nábor adaptorových proteinů, které jsou nezbytné pro přenos signálu uvnitř buňky. TLR2/6 heterodimer, rovněž jako většina Toll-like receptorů, obvykle spouští MyD88-závislou signalizační dráhu, která vede k jaderné translokaci nukleárního faktoru kappa B (NF-κB), končící produkcí pro-zánětlivých cytokinů. MyD88 dále aktivuje i mitogenem aktivované proteinkinázy (MAP kinázy). Avšak, bylo pozorováno, že několik kmenů bakterií mléčného kvašení prostřednictvím TLR2/6 naopak působí imunoregulačně. To vede k sekreci proti-zánětlivého interleukinu 10, namísto sekrece pro-zánětlivých cytokinů.

## Exprese
U člověka je TLR6 vysoce exprimován ve slepém střevě, slezině a lymfatických uzlinách. Mezi imunitními buňkami byl TLR6 detekován u konvenčních dendritických buněk, monocytů, makrofágů, mikroglií, neutrofilů, NK buněk a B lymfocytů.

## Klinický význam
Jednonukleotidový polymorfismus (SNP) 359T>C v extracelulární doméně bohaté na leucinové repetice je asociovaný s vnímavostí k legionelóze. Zvýšený výskyt astma v některých populacích může být spojený s Ser249Pro polymorfismem, který se také vyskytuje v extracelulární doméně proteinu. Ovšem byl objeven i protektivní SNP - S249P je pravděpodobně spojen s ochranou před bronchiálním astmatem a rezistenci vůči astmatu u dětí.